# ФК „Созопол“
„Созопол“ е футболен клуб от град Созопол, България.
Участва във Втора професионална футболна лига. Клубните цветове на „Созопол“ са небесносиньо и бяло – светлосиня фланелка, бели гащета и бели чорапи, а резервният екип – изцяло в тъмносиньо. Играе мачовете си на стадион „Арена Созопол“, който е с капацитет 3500 места.

## Предишни наименования
- Септември (от 1945 г.)
- Продоволственик (от 1949 г.)
- Вапцаров (от 1957 г.)
- Ропотамо (от 1985 г.)
- Созопол (от 1993 г.)

## Успехи
Б група и Втора лига
- 4 място (2): 2015/16 и 2016/17

Югоизточна В група
- Шампион (2): 2013/14 и 2019/20

Купа на България
- 1/4 финалист: 2015/16

## Сезони
| Сезон   | Група                | Място        | М             | П  | Р  | З  | Г.Р.   | Т  | Купа на България           |
| ------- | -------------------- | ------------ | ------------- | -- | -- | -- | ------ | -- | -------------------------- |
| 2008/09 | Югоизточна В АФГ     | 9            | 36            | 14 | 9  | 13 | 47:51  | 51 | Междуобластни квалификации |
| 2009/10 | Югоизточна В АФГ     | 6            | 36            | 20 | 2  | 14 | 58:33  | 61 | губи Междуобластен финал   |
| 2010/11 | Югоизточна В АФГ     | 4            | 38            | 22 | 5  | 11 | 89:31  | 71 | 1/16 финал                 |
| 2011/12 | Югоизточна В АФГ     | 8            | 34            | 17 | 5  | 12 | 54:31  | 56 | Междуобластни квалификации |
| 2012/13 | Югоизточна В АФГ     | 9            | 34            | 15 | 6  | 13 | 51:32  | 51 | Междуобластни квалификации |
| 2013/14 | Югоизточна В АФГ     | 1            | 32            | 26 | 3  | 3  | 104:25 | 81 | 1/8 финал                  |
| 2014/15 | Б Футболна група ПФГ | 6            | 30            | 12 | 10 | 8  | 39:25  | 46 | 1/16 финал                 |
| 2015/16 | Б Футболна група ПФГ | 4            | 30            | 13 | 10 | 7  | 44:28  | 49 | 1/4 финал                  |
| 2016/17 | Втора лига ПФГ       | 4            | 30            | 14 | 8  | 8  | 38:25  | 50 | 1/8 финал                  |
| 2017/18 | Втора лига ПФГ       | 15 изпада    | 30            | 6  | 6  | 18 | 25:47  | 24 | 1/16 финал                 |
| 2018/19 | Трета лига АФГ       | 2            | 34            | 27 | 4  | 3  | 74:27  | 85 | губи Областен финал        |
| 2019/20 | Трета лига АФГ       | 1 Втора лига | 19 прекратени | 14 | 3  | 2  | 36:8   | 45 | 1/32 финал                 |
| 2020/21 | Втора лига ПФГ       | 8            | 34            | 10 | 9  | 11 | 35:40  | 39 | 1/16 финал                 |
| 2021/22 | Втора лига ПФГ       | 15           | 36            | 9  | 12 | 15 | 40:56  | 39 | 1/16 финал                 |
| 2022/23 | Втора лига ПФГ       | 16 изпада    | 34            | 9  | 11 | 14 | 32:52  | 38 | 1/16 финал                 |
| 2023/24 | Трета лига АФГ       | 0            | 0             | 0  | 0  | 0  | 0      | 0  | -                          |

## История
Созопол започва да пише своята история през сезон 2008/2009, а треньор до 2018 година е Румен Димов, който по-късно вече е спортен и изпълнителен директор. В първите няколко сезона, клубът има за цел да построи новата база в китното градче, а след това да жъне футболните успехи. През сезон 2013/14 Созопол завършва на 1-во място в Югоизточната В група и за първи път в своята история печели промоция за Б група. В първия си сезон във втора дивизия отборът финишира на 6-о място в крайното класиране, а през следващите две кампании завършва на 4-та позиция, като достига и 1/4 финал за Купата на страната, губейки на стадион „Българска армия“ от ЦСКА с 3:0, а попаденията падат в последните 10 минути на мача. През сезон 2017/2018 Созопол изпада в Трета лига, като записва и пълна успеваемост в срещите у дома, печелейки 17 победи от 17 мача и завършва на 2-ро място, на 5 точки от лидера Нефтохимик, който печели директна промоция при професионалистите. Треньор на тима вече е Маргарит Димов. Созопол трябваше да бъде поканен във Втора лига, след като фалиралия Верея Стара Загора бе пратен при аматьорите, но БФС реши, че групата ще бъде съставена от нечетен брой – 17 тима и така небесносините трябваше да чакат още един сезон, за да се завърнат в елита. На Арена Созопол, небесносините спечелиха 17 мача в Трета лига, единственият отбор взел всичко пред собствена публика – сезон 2018/2019. Последната загуба преди това бе с Марица в Пловдив – 24 ноември 2018 г. и след това 11 месеца и половина без поражение в шампионата. През сезон 2019 – 2020, Созопол е най-добрият отбор в групата, като печели срещу всички свои конкуренти. Лидерът има и най-малко допуснати попадения, едва 8 – 3 от дузпи, а след 11 месеца и половина без поражение в първенството, Созопол губи в два последователни мача – гостуванията на Борислав Първомай и Гигант Съединение, след което набира скорост и печели 6 последователни победи и реми. За жалост шампионатът е спрян заради пандемията от COVID 19, а БФС взима правилното решение – първенството да не бъде довършено, а да се вземе за крайно класиране временното. Созопол не е допуснал попадение цял полусезон и има преднина от 4 точки пред Марица Пловдив, 9 пред Черноморец Бургас и 2 или 5 пред Загорец Нова Загора, които взимат служебна победа от преустановилия участие ФК Хасково 1957 кръг преди да бъде спрян шампионата. След два сезона при аматьорите, Созопол отново се състезава във Втора лига. „Небесносините“ нямат поражение у дома близо 3 години. Последното е с 1:3 от Оборище Панагюрище на 22 април 2018 г. във Втора лига през сезон 2017/2018, а следващото у дома в шампионатен двубой е с 1:2 от Хебър Пазарджик на 5 април 2021 г., а редовно попадение за домакините е отменено при 0:0 след грешка на асистент арбитъра. Добрата серия у дома за Созопол продължава, но през следващия сезон - 2021/2022 небесносините имат лек спад във формата и записват най-голямата си загуба в историята на клуба, а тя идва у дома с 5:0 от Септември София, а в края на шампионата са на 3 точки от спасителния бряг. След успех у дома над ЦСКА 1948 с 2:1, морският тим остава в групата на майсторите, а Марек Дупница и Септември Симитли изпадат в Трета лига. В последния мач - бенефиса на капитана Петър Кюмюрджиев, Созопол губи у дома с 4:0 от Литекс Ловеч.В последния мач за 2022 година, Созопол отново допуска същата срамна загуба с 5:0 у дома от дублиращия тим на ЦСКА 1948, като през 2023 целта на тима категорично остава спасение в групата на майсторите, а небесносините се намират на дъното в класирането във втория ешелон с актив от 13 точки.

## Клубен стадион
ФК Созопол играе домакинските си мачове на „Арена Созопол“, който има европейски лиценз категория 3. Стадионът разполага с електрическо осветление и е с капацитет 4000 места. Снабден е с модерна озвучителна система.
Изграждането на настоящото съоръжение започва в началото на 2010 г. и преминава в три етапа за три години. Стадионът има две трибуни – „Северна“ и „Южна“, които са с капацитет от 2000 и 2000 места. Трибуните са изцяло покрити с козирки. Под едната трибуна са разположени 18 магазина, билетен център, кафене и сладкарница. Стадионът разполага с два паркинга за общо 300 автомобила.
„Арена Созопол“ приема мачове от Европейското първенство за юноши до 17 години през 2015 г.